# IQGAP1
IQGAP1 est une protéine d'échafaudage (participant à la transduction de signaux entre cellules en régulant l’activation des cascades moléculaires impliqués dans la transmission du signal) dont le gène est IQGAP1 situé sur le chromosome 15 humain.

## Rôles
Elle se fixe à l'actine et jouerait un rôle dans la formation des filaments d'actine.
Elle se fixe également sur l'ERK2, sur le MAPK (« mitogen-activated protein kinase »), sur le CDC42 (« Cell division control protein 42 »), le RAC1, la calmoduline et en régule les activités.
Par son action, elle semble jouer un rôle dans de nombreuses maladies, cancer ou asthme par exemple.